# Рябиновка (Дещенский сельсовет)
Рябиновка (бел. Рабі́наўка) — деревня в Узденском районе Минской области Беларуси. Входит в состав Дещенского сельсовета.

## География
Ближайшие населённые пункты Володьки, Горбаты и др.

## История
В 1909 году застенок в Игуменском уезде Дудичской волости Минской губернии.
До 30 октября 2009 год деревня входила в состав Озерского сельсовета.

## Население

### Численность
- 2019 год — 33 человек

### Динамика
- 2009 год — 16 человек (перепись населения)[2]
- 2019 год — 33 человек (перепись населения)